# Eupelmus saissetiae
Eupelmus saissetiae är en stekelart som beskrevs av Filippo Silvestri 1915. Eupelmus saissetiae ingår i släktet Eupelmus och familjen hoppglanssteklar.
Artens utbredningsområde är:
- Eritrea.
- Puerto Rico.

Inga underarter finns listade i Catalogue of Life.